# International Documentary Film Festival Amsterdam

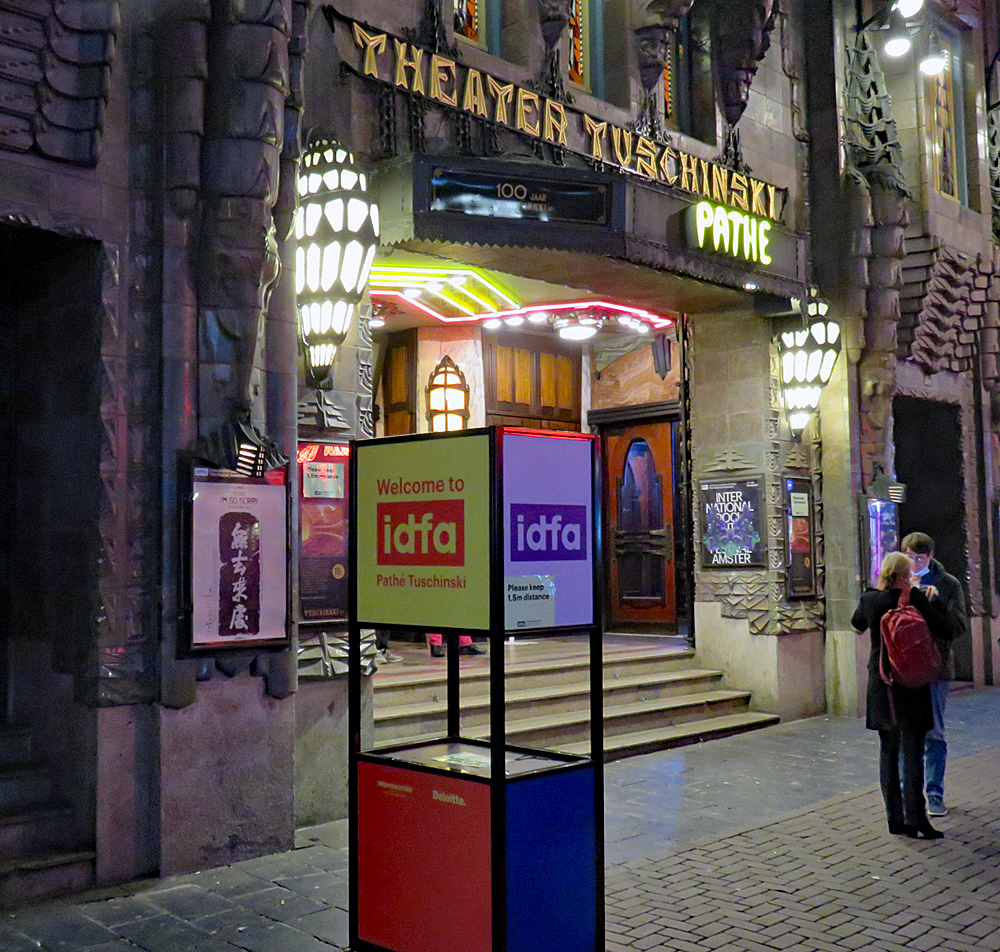
IDFA-zuil voor de Amsterdamse bioscoop Pathé Tuschinski in november 2021

Het International Documentary Film Festival Amsterdam (IDFA) is een Nederlands documentairefestival dat jaarlijks in de maand november in Amsterdam wordt gehouden. Het werd in 1988 opgericht om de documentairecultuur nationaal en internationaal te stimuleren. Sindsdien is IDFA uitgegroeid tot het grootste documentaire filmfestival ter wereld. Met meer dan 200.000 bezoeken per jaar en ruim 2.500 gasten uit de filmwereld speelt IDFA een belangrijke rol in zowel het Nederlandse als internationale cultuurlandschap. Er worden verschillende prijzen uitgereikt, waaronder de IDFA Award for Feature-Length Documentary.
Tijdens IDFA staat de creatieve documentaire in het middelpunt van de belangstelling. Dit betekent dat IDFA films selecteert die de standpunten van de filmmaker op een creatieve en filmische manier reflecteren. IDFA zoekt documentaires die filmisch gezien belangwekkend of vernieuwend zijn, die relevant zijn voor de huidige maatschappij en die de kijker ertoe brengen na te denken, te discussiëren en vragen te stellen. Jaarlijks worden ruim 250 creatieve documentaires vertoond. De festivaldirecteur was tot en met 2016 Ally Derks. Barbara Visser was een jaar interim artistiek directeur. Vanaf 2018 is Orwa Nyrabia artistiek directeur.
Naast het festival bestaat IDFA uit het IDFA Bertha Fund, de markten het IDFA Forum, Docs for Sale en IDFAcademy. Het IDFA Bertha Fund steunt documentaireprojecten en festivals in ontwikkelingslanden. IDFA Forum is de grootste Europese cofinancieringsmarkt voor documentaireproducties. Docs for Sale is een gespecialiseerde markt voor de verkoop en distributie van creatieve documentaire. IDFAcademy biedt jaarlijks een zorgvuldig samengesteld trainingsprogramma voor filmstudenten en veelbelovende jonge filmmakers.

## Geschiedenis
De eerste editie van het festival vond plaats in november 1988 in de voormalige Balie bioscoopzalen. Bijna zestien jaar later, in 2004, is IDFA uitgegroeid tot een elf dagen durende festival.
In 2017 vierde IDFA de 30e verjaardag van het festival. Speciaal voor deze gelegenheid vonden er tijdens het festival bijzondere programma's en evenementen plaats. Twee jaar later, tijdens de 32ste editie van het festival, werden er meer documentaires van vrouwelijke filmmakers getoond.
Vanwege de coronapandemie vond de 33ste editie van het IDFA in 2020 grotendeels online plaats, maar er waren ook vertoningen in Tuschinski en Eye.
Tijdens de openingsceremonie van IDFA op 8 november 2023 beklommen drie activisten het podium met een spandoek met de leus From the river to the sea, Palestine will be free. Deze slogan wordt door Palestijnse activisten gebruikt en wordt door sommigen beschouwd wordt als een oproep voor de vernietiging van de staat Israël. De activisten kregen applaus, ook van artistiek directeur Nyrabia. Op 10 november legden de Israëlische producenten en filmmakers  een verklaring af, waarin ze vooral Nyrabia’s acties veroordeelden. IDFA bood in een verklaring excuses aan voor het applaudisseren; Nyrabia applaudisseerde naar eigen zeggen voor de vrijheid van meningsuiting. Daarop trokken ten minste vijf filmmakers hun documentaires in omdat IDFA Palestijnse activisten monddood zou maken.

## Prijzen
IDFA heeft negen competitieprogramma's. Per competitie kiest een internationale vakjury één winnaar:
- IDFA Award for Best Feature-Length Documentary voor de beste documentaire langer dan 70 minuten.

Prijs: 15.000 euro (De jury presenteert bovendien de Special Jury Award)
- IDFA Award for Best Mid-Length Documentary voor de beste documentaire tussen de 40 en 70 minuten.

Prijs: 10.000 euro (De jury presenteert bovendien de Special Jury Award)
- IDFA Award for Best Short Documentary voor de beste documentaire tot 40 minuten.

Prijs: 5.000 euro (De jury presenteert bovendien de Special Jury Award)
- IDFA Award for Best First Appearance voor het beste filmdebuut.

Prijs: 10.000 euro (De jury presenteert bovendien de Special Jury Award)
- ARRI IDFA Award for Best Student Documentary voor de beste documentaire gemaakt door studenten van mondiale filmacademies.

Prijs: 5.000 euro (De jury presenteert bovendien de Special Jury Award)
- Beeld en Geluid IDFA Award for Dutch Documentary voor de beste Nederlandse documentaire.

Prijs: 7.500 euro (De jury presenteert bovendien de Special Jury Award)
- IDFA DocLab Award for Digital Storytelling voor de beste digitale documentaires die met interactieve technologie een verhaal vertellen.

Prijs: 5.000 euro
- IDFA DocLab Immersive Non-Fiction Award voor de beste immersieve documentaire-ervaring, installatie of performance

Prijs: 5.000 euro
- IDFA Award for Best Children’s Documentary voor de beste jeugddocumentaire.

Prijs: 5.000 euro (De jury presenteert bovendien de Special Jury Award)

Daarnaast zijn er nog andere prijzen die tijdens het festival worden uitgereikt:
- VPRO IDFA Audience Award / IDFA Publieksprijs voor de favoriete film van het publiek.

Prijs: 5.000 euro
- Mediafondsprijs Documentaire voor de winnaar van de IDFA Documentaire Workshop. (tot 2017)

Prijs: 125.000 euro
- Karen de Bok Talentprijs (vanaf 2017) als opvolger van de Mediafondsprijs Documentaire voor de winnaar van de IDFA Documentaire Workshop[7]

Prijs: 25.000 euro
- Amsterdam Human Rights Award (vanaf 2017) voor de documentaire waarin het thema mensenrechten het best wordt verbeeld.[8]

Prijs: 25.000 euro

## Programmaonderdelen
Naast de competities telt het festival verschillende andere programma's die jaarlijks terugkeren:
- IDFA DocLab: Door middel van een experimentele filmselectie wordt de relatie tussen het creatieve documentaire maken en nieuwe media onderzocht.
- Paradocs: Gewaagde experimenten op de grens van documentaire, kunst en multimedia.
- Best of Fests: documentaires die tijdens internationale festivals zijn opgevallen.
- Masters: nieuw werk van documentaire auteurs.
- Panorama: urgente, maatschappelijke georiënteerde films.
- Retrospective: Filmselectie ter ere van een centrale gast van het festival van dat jaar.
- Top 10: de tien favoriete documentaires van een gerenommeerd documentairemaker.
- Kids & Docs: jeugddocumentaires die ook tijdens speciale schoolvoorstellingen getoond worden.
- Workshop Results: de vruchten van de IDFA-Documentary Workshop
- Queer Day: met queer-gerelateerde documentaires en korte debatten en nagesprekken daarover.[9]

Ook zijn er jaarlijks wisselende onderdelen, rond bepaalde thema's, stromingen, landen of filmmakers. Tot slot zijn er na de filmvertoningen nagesprekken en debatten.

## IDFA Bertha Fund
Het IDFA Bertha Fund is het enige fonds ter wereld dat zich geheel richt op de verbetering van het documentaireklimaat in ontwikkelingslanden. Het doel is het stimuleren van de creatieve documentaire in lokale filmculturen. Filmmakers uit deze landen kunnen in aanmerking komen voor financiële steun op het gebied van scriptontwikkeling, productie en post-productie. Naast individuele filmprojecten houdt het fonds zich ook bezig met lokale workshops, filmfestivals en educatieve programma's. Het IDFA Bertha Fund biedt niet alleen financiële hulp maar heeft ook een adviserende rol. Sinds 1998 heeft het fonds 247 documentaireprojecten en 57 documentaireprogramma's gesteund.
Het IDFA Bertha Fund heette voorheen het Jan Vrijman Fonds en is vernoemd naar journalist en filmmaker Jan Vrijman (12 februari 1925 - 30 mei 1997), een van de oprichters van IDFA.

## IDFA FORUM
Sinds 1993 vindt jaarlijks het driedaagse IDFA Forum plaats tijdens IDFA. IDFA Forum streeft ernaar de internationale co-financiering van nieuwe creatieve documentaires te vergemakkelijken en te stimuleren. Op internationaal niveau worden onafhankelijke producenten en filmmakers - met nieuwe projecten - in contact gebracht met potentiële financiers zoals commissioning editors, distributeurs en vertegenwoordigers van filmfondsen en NGO's. IDFA Forum wordt door financiers gezien als de plek waar vroeg in het productieproces kan worden geparticipeerd in bijzondere, internationale documentaires projecten. Tijdens IDFA Forum worden niet alleen documentaires gefinancierd, er worden ook inhoudelijke discussies gevoerd, ideeën uitgewisseld en er ontstaan nieuwe samenwerkingsverbanden.
Sinds de start vervult IDFA Forum ook een belangrijke educatieve functie in het vergroten van marktkennis: er is een pitchworkshop (in samenwerking met het European Documentary Network - EDN), er zijn experts uit het veld beschikbaar voor individuele afspraken, en daarnaast wordt er jaarlijks een reeks presentaties georganiseerd over Nieuwe Media en documentaire.

## Docs for Sale
Docs for Sale wordt internationaal erkend als de meest vooraanstaande markt voor creatieve documentaires. Sinds 1996 trekt Docs for Sale jaarlijks talloze distributeurs, televisiezenders, festival programmeurs en sales agents aan. Docs for Sale vindt tegelijk met IDFA en IDFA Forum plaats en stimuleert verkoop en distributie van nieuwe documentaires over de hele wereld. Elk jaar bestaan de Docs for Sale catalogus uit rond de 450 geselecteerde filmtitels, thematisch verdeeld over categorieën als maatschappij, politiek, kunst, muziek, geschiedenis en cultuur.

## IDFAcademy
IDFAcademy biedt jaarlijks een zorgvuldig samengesteld trainingsprogramma voor filmstudenten en veelbelovende jonge filmmakers uit Nederland en de rest van de wereld. IDFAcademy omvat elk jaar een keur aan inspirerende tutors en 'documentairemeesters'. Ze vertellen over hun werk aan de hand van beeldfragmenten, gerenommeerde experts spreken over hun werkveld en filmmakers presenteren hun nieuwste film in een speciale vertoningen.

## Schaduwfestival
Tegelijk met het programma van IDFA werd van 2000 tot en met 2008 elk jaar in de Melkweg een schaduwfestival georganiseerd. Initiatiefnemer Stefan Majakowski wilde een ontmoetingsplaats creëren voor minder bekende filmmakers. Hij wilde films laten zien "waarin de regisseur de kijker probeert te verleiden, en waarin het beeld niet alleen verklaart, maar ook onthult". Ook werd er gedebatteerd over allerlei aspecten rond het maken van documentaires.

## FIPA
Frankrijk kent het Franse equivalent van het IDFA genaamd Internationaal festival van audiovisuele programma's FIPA
opgericht in 1987.